# Джим Кларк
Джеймс Кларк-молодший, зазвичай просто «Джим» або «Джиммі» Кларк (англ. James "Jim" (or "Jimmy") Clark, Jr), (4 березня 1936—7 квітня 1968) — шотландський автогонщик, дворазовий чемпіон світу з автоперегонів у класі Формула-1 (1963, 1965) на боліді команди Lotus, триразовий чемпіон Тасманської серії автоперегонів (1965, 1967, 1968), переможець 500 миль Індіанаполісу (1965), британського чемпіонату туринґових автомобілів (1964), володар BRDC International Trophy (1963), учасник перегонів на витривалість 24 години Ле-Ману (1959—1962) та Формули-2 (1967, 1968), на заїздах якої він і загинув 1968 року; офіцер ордена Британської імперії.